# Rețele de utilități
Rețele de utilități reprezintă un ansamblu de ramificații prin care se distribuie consumatorilor dintr-o localitate apa, gazele, electricitatea, transportul. Dezvoltarea unei localități depinde și de rețelele de utilități existente: de apa, de canalizare, de gaze, energetica. Reteaua de utilitati cuprinde:
rețeaua de apă 
rețeaua de canalizare
rețeaua de gaze
rețeaua energetică
Rețeaua de apă este folosita pentru alimentarea cu apa potabila a populatiei, pentru industrie, pentru agricultura ; apa poate fi captata din diverse surse in functie de zona geografica a localitatii, apa captată prin țevi din sursele de apă trebuie tratată și filtrată printr-o stație de tratare – pentru a deveni potabilă.
Nevoile de apa ale unei localitati sunt urmatoarele: gospodaresti, pentru industrie , pentru institutiile publice si pentru stingerea incendiilor. O problema importanta astazi este faptul ca resursele de apa sunt inscadere si gradul de poluare este tot mai accentuat. Pentru a impiedica risipa de apa dar si pentru imbunatatirea calitatii ei. Este necesar ca fiecare dintre noi sa se implice pentru a nu mai risipi apa.
Reteaua de canalizare se foloseste pentru a colecta apele meteorice si apele uzate;apele meteorice provin din precipitatile care cad sub forma de ploaie si zapada si se indeparteaza prin colectoare ; apa folosita de oameni in diverse scopuri se transforma in apa uzata iar dupa provenienta pot fi menajere (rezultate din activitatea zilnica a oamenilor in locuinte si locuri publice),industriale (care provin din diverse procedee tehnologice),ape agrozootehnice(legate de cresterea si ingrijirea materialelor).Reteaua de canalizare este alcatuita din totalitatea canalelor, conductelor si gurilor de scurgere care preiau apele uzate si meteorice; acestea sunt dirijate spre instalatia de epurare,care are rolul de a reduce impuritatile din ele.
Reteaua de gaze gazul combustibil se obtine din zacaminte de gaz si este extras cu ajutorul sondelor gaz; gazul este tratat cu substante odorizante in instalatii speciale; gazul este transportat prin conducte (aerian,subteran) catre localitate; atunci cand ajunge in localitate gazul este preluat printr-o statie de reglare-masurare, unde se regleaza presiunea pana la valoarea la care poate fi folosita; de aici gazul este trimis printr-o retea de conducte spre consumatori, aceasta retea avand rolul de a asigura alimentarea cladirilor cu gaze combustibile pentru incalzire, prepararea apei calde, scopuri menajere si diferite ramuri industriale;
Sistemul energetic reprezintă complexul tuturor instalațiilor în care se produce. se transforma și se consumă energia sub diferitele ei forme; energia este utilizată de om aproape în toate domeniile de activitate: industrie, construcții, transporturi si telecomunicații; centralele electrice pot fi: conveționale (termocentrale si hidrocentrale) sineconvenționale (eoliene si solare). Termocentralele: folosesc căldura obținută prin arderea combustibililor (cărbuni, petrol, gaze); aceasta caldură încălzește apa la temperatura ridicată, o transforma în abur care pune în miscare paletele unei turbine și astfel energia produsă de palete este transformată în energie electrică. Hidrocentralele: au în construcție niște turbine, a căror palete sunt puse în mișcare prin căderea apei strânsă în bazine mari, numite lacuri de acumulare; astfel forța apei este transformată în energie electrică. Centralele eoliene: sunt folosite cu precădere în zonele unde bat des vânturile, locuri unde s-au construit mori de vânt care captează și transformă această energie în energie electrică. Centralele solare: folosesc pentru producerea energiei electrice căldura solara; astfel un sistem de panouri captează energia luminoasă și o transformă în electricitate. În localitățile în care industria are funcție dominantă, aceasta este și cel mai mare nconsumator de energie electrică.